# Banj
Banj (olaszul: Bagno) falu Horvátországban Zára megyében. Közigazgatásilag Pašmanhoz tartozik.

## Fekvése
Zárától légvonalban 14 km-re délkeletre, községközpontjától légvonalban 9 km-re, közúton 10 km-re Pašman szigetének északnyugati részén fekszik. A környező dombokról szép kilátás nyílik a Pašmani-csatornára.

## Története
A mai Banj település az 1356-ban felszentelt Szent Kozma és Damján templom körül alakult ki. Neve a latin „balneae” (fürdő) főnévből származik. A területén talált római pénzérmék bizonyítják, hogy már a római korban is lakott volt és az ókori rómaiaknak fürdőjük volt itt. A település első írásos említése 1265-ben történt „Bagni” alakban. Akkor még a Pašman-szigetet is így hívták, melyet megerősít, hogy 1290-ben és 1333-ban is „insula Bagno” alakban szerepel. 1289-ben egy itteni földről mondja a latin nyelvű dokumentum, hogy „infra Bagnum et sanctum lucatum.” Érdekesség, hogy Banj régi településközpontja nem a mai Banj területén, hanem a mai Ždrelacon, az ottani Szent Lukács templom volt. Ezt több korabeli forrás is megerősíti. 1339-ben a Szent Lukács templomot „in confonio sancetilicati ad Bagnum” összefüggésben említik, majd 1512-ben egy banji föld vétele kapcsán annak megjelölése "terreno a Bagno in luoco aprasso la chiesa di San Luca" alakban szerepel. Ždrelac korábban Banj településrésze volt és csak 1825-ben vált önálló településsé. Banj a velencei anyakönyvekben 1525-ben „bagno”, 1608-ban „villa di Bagno” néven szerepel, a horvát glagolita anyakönyv 1587-ben már a mai „Banj” alakban említi. Területe a sziget többi részével együtt a 15. századtól a Velencei Köztársasághoz tartozott. A 18. század végén Napóleon megszüntette a Velencei Köztársaságot. 1797 és 1805 között Habsburg uralom alá került, majd az egész Dalmáciával együtt a Francia Császárság része lett. 1815-ben a bécsi kongresszus újra Ausztriának adta, amely a Dalmát Királyság részeként Zárából igazgatta 1918-ig. A településnek 1857-ben 172, 1910-ben 359 lakosa volt. Az első világháborút követően előbb a Szerb-Horvát-Szlovén Királyság, majd Jugoszlávia része lett. Az 1970-es évektől a több munkalehetőség miatt több fiatal költözött a nagyobb városokba és vándorolt ki az Egyesült Államokban és Ausztráliában is. A falunak 2011-ben 193 lakosa volt, akik hagyományosan mezőgazdasággal, halászattal foglalkoznak. Ezek mellett egyre inkább fejlődik a turizmus is.

## Lakosság
| Lakosság változása | Lakosság változása | Lakosság változása | Lakosság változása | Lakosság változása | Lakosság változása | Lakosság változása | Lakosság változása | Lakosság változása | Lakosság változása | Lakosság változása | Lakosság változása | Lakosság változása | Lakosság változása | Lakosság változása | Lakosság változása |
| ------------------ | ------------------ | ------------------ | ------------------ | ------------------ | ------------------ | ------------------ | ------------------ | ------------------ | ------------------ | ------------------ | ------------------ | ------------------ | ------------------ | ------------------ | ------------------ |
| 1857               | 1869               | 1880               | 1890               | 1900               | 1910               | 1921               | 1931               | 1948               | 1953               | 1961               | 1971               | 1981               | 1991               | 2001               | 2011               |
| 172                | 222                | 241                | 259                | 310                | 359                | 407                | 359                | 449                | 448                | 399                | 357                | 346                | 256                | 194                | 193                |

## Nevezetességei
- Szent Kozma és Damján tiszteletére szentelt plébániatemploma[4] 1345-ben szerepel először írásos forrásban, valószínűleg ez időpont körül épülhetett. Felszentelése 1356-ban volt. Az azóta történt többszöri átépítés következtében középkori jegyeit teljesen elveszítette. A templom egyhajós, sekrestyéje és három márvány oltára van. A főoltár oltárképe a Szűzanyát ábrázolja karjában a gyermek Jézussal a templom védőszentjeinek társaságában. A mellékoltárok a Szent Kereszt és a Rózsafüzér királynője tiszteletére vannak szentelve.
- A Banjhoz tartozó Mali Bokolj Lorettói Szűzanya temploma don Ante Peroša plébános ötlete alapján a helyiek akaratából nagy gonddal és fáradsággal épült. Az építés befejezésének időpontja 1935. Az öregek elbeszélése szerint a plébánosnak álmában maga a Szűzanya mutatta meg a Bokolj-dombon a helyet, ahol a templomot fel kell építeni. A templomot a helyiek Gospa Bokoljskának, azaz Bokolji Boldogasszonynak, a hozzá a domb aljából vezető keresztút kezdetét pedig Gospinih vratának azaz a Boldogasszony kapujának nevezik. Az asszonyok egykor mezítláb tették meg a templomhoz vezető utat. Búcsúnapja május 10-én a Lorettói Szűzanya ünnepén van.
- Banjon van egy ősi mondás, amely így hangzik: „Ko se Banjske vode jednom napije, iz Banja ne ide,” azaz aki a banji vizet egyszer itta, az Banjból nem megy el. Ezt ma inkább úgy mondják az itteniek, hogy aki a banji forrásvízből iszik újra visszavágyik erre a szép és békés helyre.